# Embolizzazione dell'arteria epatica
L'embolizzazione dell'arteria epatica, nota anche come embolizzazione transarteriosa, è uno degli approcci terapeutici per il trattamento di tumori primari epatici o metastasi al fegato. Tale procedura è in grado di ridurre le dimensioni della massa neoplasitca e diminuire l'impatto del tumore, quali la sovra-produzione di ormoni, in modo da ridurre efficacemente i sintomi. Il trattamento è stato inizialmente sviluppato nei primi anni 1970. I diversi tipi di trattamenti dell'arteria epatica sono basati sull'osservazione che le cellule tumorali ottengono quasi tutte le sostanze nutritive dall'arteria epatica, mentre le cellule sane del fegato hanno circa il 70%-80% e il 50% del loro apporto di ossigeno dalla vena porta e quindi un individuo può sopravvivere con l'arteria epatica bloccata. In pratica, l'embolizzazione dell'arteria epatica occlude il flusso di sangue ai tumori, ottenendo una significativa riduzione della massa neoplastica in oltre l'80% di pazienti.